# Battus (geslacht)
Battus is een geslacht van vlinders uit de familie van de pages en de onderfamilie Papilioninae. De vlinders hebben uitsluitend Aristolochia-soorten als waardplanten. Doordat deze planten giftig zijn, worden de vlinders beschermd tegen predatie. De soorten komen voor in het Nearctisch en het Neotropisch gebied.

## Soorten
- Battus archidamas (Boisduval, 1836)
- Battus belus (Cramer, 1777)
- Battus chalceus (Rothschild & Jordan, 1906)
- Battus crassus (Cramer, 1777)
- Battus devilliersii (Godart, 1823)
- Battus eracon (Godman & Salvin, 1897)
- Battus laodamas (C. & R. Felder, 1859)
- Battus lycidas (Cramer, 1777)
- Battus madyes (Doubleday, 1846)
- Battus philenor (Linnaeus, 1771)
- Battus philetas (Hewitson, 1869)
- Battus polydamas (Linnaeus, 1758)
- Battus polystictus (Butler, 1874)
- Battus streckerianus (Honrath, 1884)
- Battus zetides (Munroe, 1971)